# Brooklyn Park (Maryland)
Brooklyn Park ist ein Census-designated place in Anne Arundel County im US-Bundesstaat Maryland und ein Vorort von Baltimore. Die Volkszählung von 2020 ergab eine Einwohnerzahl von 16.112.
Der Ort liegt an der Interstate 97 sowie an der Mündung des Patapsco River in die Chesapeake Bay zwischen dem Helen Delich Bentley Port of Baltimore am südlichen Stadtrand von Baltimore und dem Baltimore-Washington International Airport.